# Jörns revir
Jörns revir var ett skogsförvaltningsområde inom Skellefteå överjägmästardistrikt, Västerbottens län, som omfattande de delar av Skellefteå och Norsjö socknar, som ligger på norra sidan av Skellefte älv, liksom Byske och Jörns socknar. Reviret var uppdelat i sju bevakningstrakter. Där fanns 73 kronoparker om tillsammans 83 157 hektar och tre kronoöverloppsmarker om sammanlagt 507 hektar. Sammanlagda arealen av revirets 92 allmänna skogar utgjorde 89 452 hektar (1905).